# Julie & Julia
Julie & Julia er en amerikansk dramakomediefilm fra 2009 instrueret, produceret og skrevet af Nora Ephron. Filmen har Amy Adams i rollen som Julie Powell og Meryl Streep i rollen som kokken, kogebogsforfatteren og tv-personligheden Julia Child. Julie & Julia er baseret på en bog af Julie Powells.

## Medvirkende
- Meryl Streep
- Amy Adams
- Stanley Tucci
- Chris Messina
- Linda Emond
- Jane Lynch
- Mary Lynn Rajskub
- Vanessa Ferlito
- Casey Wilson

## Ekstern henvisning
- Julie & Julia på Internet Movie Database (engelsk)
- Julie & Julia på Filmdatabasen
- Julie & Julia på Scope
- Julie & Julia på AlloCiné (fransk)
- Julie & Julia på MovieMeter (nederlandsk)
- Julie & Julia på AllMovie (engelsk)
- Julie & Julia hos American Film Institute (engelsk)
- Julie & Julias profil hos Encyclopædia Britannica Online (engelsk)
- Julie & Julia på Turner Classic Movies (engelsk)
- Julie & Julia på The Movie Database (engelsk)